# Просинечки, Роберт
Ро́берт Просине́чки (хорв. Robert Prosinečki; 12 января 1969, Филлинген-Швеннинген, Баден-Вюртемберг, ФРГ) — югославский и хорватский футболист, хорватский футбольный тренер. Выступал за сборные Югославии и Хорватии.

## Клубная карьера
Родился в ФРГ в семье выходцев из Югославии. В детстве переехал на историческую родину. Карьеру начал в загребском «Динамо», затем перешёл в белградскую «Црвену звезду», в составе которой выиграл Кубок чемпионов 1991 года. Стал чемпионом Югославии 1988, 1990, 1991. Выиграл Кубок Югославии в 1990 году.
Также выступал за мадридский «Реал», «Овьедо», «Барселону», «Севилью», «Хрватски Драговоляц», «Стандард» Льеж, «Портсмут», «Олимпию» Любляна и «Загреб».
Карьеру игрока завершил в 2004 году.

## Карьера в сборной
Просинечки сыграл 49 матчей за сборную Хорватии, в которых забил 10 мячей. Также на его счету 15 матчей и 4 мяча за сборную Югославии. В 1987 году в составе сборной Югославии выиграл молодёжный чемпионат мира в Чили, а также был назван лучшим игроком турнира.
Участник чемпионате мира 1990 года, на этом турнире Роберт Просинечки сыграл 3 матча, 170 минут, забил 1 гол в ворота сборной ОАЭ. В первом матче группового этапа чемпионата мира 1990 года Просинечки сыграл против сборной ФРГ 10 июня на стадионе «Сан-Сиро», провёл на поле 35 минут. Во втором матче против сборной ОАЭ провёл на поле 15 минут, забил гол на 90-й минуте. В 1/4 финала сыграл против сборной Аргентины провёл на поле 120 минут, реализовал послематчевый пенальти.
На чемпионате Европы 1996 года Просинечки сыграл 3 матча, 224 минуты, заработал 1 жёлтую карточку. В первом матче группового этапа сборная Хорватии встречалась со сборной Турции, Просинечки сыграл 90 минут. Во втором матче сборная Хорватии встречалась со сборной Дании, Просинечки сыграл 88 минут, заработал 1 жёлтую карточку. В третьем матче сборная Хорватии встречалась со сборной Португалии, Просинечки сыграл 46 минут.
На чемпионате мира 1998 года Просинечки сыграл 5 матчей, 304 минуты, забил 2 гола. В первом матче группового этапа сыграл против сборной Ямайки, провёл на поле 90 минут, забил гол на 53-й минуте. Во втором матче сыграл против сборной Японии, провёл на поле 65 минут. В третьем матче сыграл против сборной Аргентины, провёл на поле 68 минут. В 1/2 финала Просинечки сыграл против сборной Франции, провёл на поле 3 минуты. В матче за 3-е место против сборной Нидерландов, провёл на поле 78 минут, забил гол на 13-й минуте. Тем самым став единственным футболистом в истории, забивавшим мячи на чемпионатах мира за две разные команды: сборную Югославии и сборную Хорватии.
На чемпионате мира 2002 года сыграл 1 матч, 45 минут против сборной Мексики.
За сборную Хорватии Просинечки играл на чемпионате Европы 1996 года и чемпионатах мира 1998 и 2002 годов. В 1998 году стал бронзовым призёром чемпионата мира.

## Тренерская карьера
С 2006 по 2010 год работал в тренерском штабе сборной Хорватии. 9 декабря 2010 года стал главным тренером «Црвены звезды», где проработал 2 года.
В 2014 году возглавил сборную Азербайджана, но не помог команде отобраться ни на Евро-2016, ни на ЧМ-2018. Покинул сборную в октябре 2017 года.
С 4 января 2018 — главный тренер сборной Боснии и Герцеговины.
С 22 марта 2022 — главный тренер клуба «Олимпия» Любляна (Словения).

## Достижения

### Командные
Црвена звезда
- Чемпион Югославии: 1987/88, 1989/90, 1990/91
- Обладатель Кубка Югославии: 1989/90
- Обладатель Кубка европейских чемпионов: 1990/91

Реал Мадрид
- Обладатель Кубка Испании: 1992/93
- Обладатель Суперкубка Испании: 1993

Кроация
- Чемпион Хорватии: 1997/98, 1998/99, 1999/00
- Обладатель Суперкубка Хорватии: 1998
- Обладатель Кубка Хорватии: 1997/98

Олимпия (Любляна)
- Обладатель Кубка Словении: 2001/02

Сборная Югославии
- Чемпион мира (до 20): 1987
- Серебряный призёр чемпионата Европы по футболу среди молодёжных команд 1990

### Личные
- Лучший игрок молодёжного чемпионата мира: 1987
- Лучший молодой игрок чемпионата мира: 1990
- Футболист года в Югославии: 1990
- Обладатель трофея Браво: 1991
- Лучший футболист Хорватии: 1997[6]